# Stupa
 Ovo je glavno značenje pojma Stupa. Za druga značenja pogledajte Stupa (razdvojba).
Stupa je spomenik, simbol Bude i budizma.

## Predbudističko porijeklo
U pradavna vremena riječju stupa označavao se humak podignut nad pokopanom mrtvom osobom (iz sanskrta stup: nagomilati, skupiti na hrpu). Ovakav humak imao je oblik polukugle i rađen je uglavnom od zemlje ili od kamenja. Indijci su u središte polukugle postavljali štap i posmrtne ostatke pokapali pod njim. Štap se smatrao vezom sa središtem svemira koji skuplja svu energiju i utječe na rađanje čitavog života. (Polu-)kugla, kao simbol potpunosti izražavala je ravnotežu energije u svemiru, i postala njegov simbol.

## Budistički počeci
Budizam je preuzeo ovu osnovnu ideju. U sutri Mahaparinibbana spominje se da su četiri kruga osoba dostojna da održe ovakav nadgrobni humak: jedan potpuni svetac  "savršeno probuđen" (povijesni Buda - Samma-Sambudha), jedan "probuđeni pojedinac" (dakle jedan Buda - Pacceka-Budha), jedan učenik sveca i jedan car-kralj (Chakravartin - univerzalni monarh).

## Izgradnja vlastitog oblikovnog jezika
U samo nekoliko stoljeća jednostavni nadgrobni humak razvio se do osnovnog oblika današnjih stupa, stupe u Sanchiju (središnja Indija). Već tu raspoznaju se četiri osnovna elementa: četvrtasta platforma kao osnova, kupolasti nadsvod u obliku polukugle, prostorija za relikviju i šiljak često zamijenjen stiliziranim kišobranom koji na vrhu završava "krunom", "draguljem" (što treba često shvatiti doslovno). Ova četiri elementa simboliziraju elemente budizma: Sangha (temelj, baza), Dhamma (kugla), Buda (prostorija za relikviju, šiljak) i Nibbana (dragulj). 

## Različit nacionalni razvoj stupa
Od ovog osnovnog oblika stupe, tijekom stoljeća u Šri Lanki razvile su se dagobe, a u Tajlandu chedi (čedi). Od chedija se u Laosu dalje razvio that. Sjeverna razvojna linija oblikovala je u Butanu i na Tibetu chorten, a u Kini ta. I sve druge zemlje u kojima se pojavljuje budizam, razvile su vlastite varijacije stupe, pod drugačijim imenom.

## Galerija
- Dagoba u Colombu, Šri Lanka
- „Phra Pathom Chedi“, Nakhon Pathom, Tajland
- „Chedi Phra Sri Rattana“ („Zlatni chedi“), Bangkok, Tajland
- Shwedagon in Yangonu, Mianmar
- Chorten, Tibet
- Chorten, Ladak
- Kinkaku-ji, Kjoto, Japan
- Sensō-ji, Tokio, Japan

## Vanjske poveznice
- Stupa-informacije (engl.)
- Simboli stupa od antike do novog doba  Arhivirana inačica izvorne stranice od 1. ožujka 2007. (Wayback Machine) (engl.)
- Stupa or Chörten (s mnogo daljnjih poveznica, engl.)